# Френология
Френоло́гия (от греч. φρήν — ум, рассудок (дословно греч. φρήν — это диафрагма как место, где совершается духовная деятельность) и греч. λογος — слово, наука) — одна из первых псевдонаук в современном понимании, основным положением которой является утверждение о взаимосвязи между психикой человека и строением поверхности его черепа. Создателем френологии является австрийский врач и анатом Франц Йозеф Галль. Он утверждал, что все психические свойства локализуются в различных участках мозга, и полагал, что различия в мозговых извилинах можно определить по выпуклости («шишке») на соответствующем участке черепа, а при недоразвитии части мозга — по впадине.
Френология была очень популярна в первой половине XIX века, однако развитие нейрофизиологии показало несостоятельность теории Галля, и общество постепенно потеряло интерес к френологии. В действительности психические свойства человека не определяются рельефом поверхности мозга. Кроме того, форма черепа не повторяет формы мозга.

## Основные положения
Франц Йозеф Галль в своём главном шеститомном труде, изданном в 1825 году на французском языке под названием «Sur les fonctions du cerveau et sur celles de chacune de ses parties. avec des observations sur la possibilité de reconnaitre les instincts, les penchans, les talens, ou les dispositions morales et intellectuelles des hommes et des animaux, par la configuration de leur cerveau et de leur tête» («О функциях мозга и каждой его части...»), сформулировал шесть основных положений френологии следующим образом:
- мозг является органом сознания;
- мозг состоит из 27 областей, каждая из которых функционирует независимо от других областей;
- размер мозга зависит от развития его отдельных областей;
- чем активнее или чем мощнее отдельная область мозга, тем больше её размер;
- размер каждой области мозга можно определить путём обследования внешней поверхности черепа;
- исходя из результатов такого обследования, можно определить и предсказать физиологические особенности организма и психологические склонности человека.

Галль придерживался детерминистского подхода, полагая, что заложенные от рождения склонности каждого человека не могут быть изменены. При этом он допускал влияние внешних факторов (климата, еды, питья и т. д.) на физиологию и характер людей, но только в долгосрочной перспективе, объясняя этими факторами расовые и этнические различия. Большинство последователей Галля впоследствии отказались от детерминистского подхода и доказывали, что мозг обладает пластичностью, а потому характер любого человека может быть изменён путём его самостоятельных усилий и внешнего воздействия.

## История возникновения, развития и упадка

### Предыстория
Френология возникла в интеллектуальной атмосфере, где связь строения тела и черт лица с темпераментом и психологическими особенностями человека считалась само собой разумеющейся. В конце XVIII века в Западной Европе огромной популярностью пользовалась родственная теория — физиогномика, согласно которой характер человека можно определить по его внешности. Её популяризации в значительной степени способствовал швейцарский теолог и мистик Иоганн Каспар Лафатер, чей четырёхтомный труд «Physiognomische Fragmente zur Beförderung der Menschenkenntnis und Menschenliebe» («Физиогномические элементы») с 1775 по 1810 годы выдержал 55 изданий. О популярности физиогномики в ту эпоху говорит следующий факт: Чарльз Дарвин, совершивший в первой половине XIX века кругосветное путешествие на корабле «Бигль», рассказывал позднее, что капитан этого корабля, бывший приверженцем физиогномики, поначалу не хотел брать с собой в плавание Дарвина, поскольку сомневался, что его нос соответствует внешности человека, обладающего необходимыми психологическими качествами для столь трудного и опасного мероприятия.
Хотя Лафатер был далеко не первым физиогномистом, он первым попытался придать физиогномике статус психологической науки. При этом Лафатер, в отличие от френологов, не пытался использовать научные методы — он апеллировал к здравому смыслу и использовал аргументы наподобие «всем известно» или «никто не может отрицать». Популярность физиогномики и френологии в начале XIX века была обусловлена потребностью общества в науке о человеческом поведении.
Второй важнейшей предпосылкой возникновения френологии наряду с физиогномикой стала выдвинутая отцом американской психиатрии Бенджамином Рашем концепция нравственного помешательства (moral insanity). Согласно этой концепции, сознание состоит из нескольких независимых областей, а преступление является результатом частичного помешательства, вызванного остановкой работы определённой области мозга.

### Галль и Шпурцгейм
Франц Йозеф Галль был выдающимся анатомом, сделавшим целый ряд важных научных открытий. Одним из таких открытий стало обнаружение того факта, что чем больше у какого-либо вида животных размер коры больших полушарий мозга (серого вещества), тем разумнее этот вид. Исходя из этой верной догадки, он по аналогии предположил, что различия в характере и уровне интеллектуального развития у людей объясняются различиями в индивидуальном развитии коры мозга.
По словам самого Галля, идея локализации функций в коре головного мозга впервые пришла ему в голову ещё в 9-летнем возрасте. В школьные и студенческие годы Галль расстраивался из-за того, что успеваемость некоторых его соучеников, уступавших ему в сообразительности, была выше, чем у него, из-за более развитой у них памяти. Он обратил внимание на то, что у всех этих соучеников были большие глаза навыкате. На этом основании Галль сделал вывод, что расположенная за глазами область коры мозга связана со способностью к запоминанию информации и что у людей с хорошей памятью она делает глаза выпуклыми.
Далее он развил эту гипотезу, связав другие умственные способности и черты характера с другими зонами коры. Впервые Галль начал публично излагать свою теорию в частных лекциях в Вене в 1796 году, когда ему было уже 38 лет.
Большую помощь Галлю оказал молодой врач Иоганн Гаспар Шпурцгейм, ставший его учеником и преданным последователем. Впервые они встретились в Вене в 1800 году, но к совместной работе приступили только в 1804 году. Галль и Шпурцгейм совместно выделили 27 областей на человеческом черепе (из которых 19 считались общими с животными), связанных с определёнными качествами — дружелюбием, эротизмом, воинственностью, весёлостью и др. В дальнейшем последователи Галля увеличили их количество с 27 до 39.
Поскольку объяснение высших психических функций, предложенное Галлем, не предполагало веры в бессмертную душу, церковные власти начали его преследовать, и в 1801 году император Австрии Франц I своим указом запретил Галлю выступать с лекциями. В 1807 году Галль перебрался в Париж, где прожил до конца жизни. В 1808 году Институт Франции официально отверг его идеи, а император Франции Наполеон пытался воспрепятствовать его деятельности. Однако Галль скопил достаточно денег, заработанных благодаря лекциям о френологии, и наладил связи с влиятельными лицами во Франции, так что у него была возможность безбедно продолжать популяризацию френологии.
Свои открытия Галль описал в нескольких книгах. Шпурцгейм стал соавтором двух первых, но в 1813 году начал заниматься самостоятельной популяризацией френологии, обосновавшись в Великобритании. Шпурцгейм кратко и систематично изложил учение Галля в изданной в 1815 году в Лондоне на английском языке книге «The Physiognomical System of Drs. Gall and Spurzheim» («Физиогномическая система докторов Галля и Шпурцгейма»), которая вместе с другими его книгами стала основой для формирования френологического движения в Великобритании и Соединённых Штатах. Сам Галль называл своё учение «краниоскопией», «краниологией» или «органологией». Название «френология» было введено Шпурцгеймом.
Галль и Шпурцгейм завещали сохранить свои черепа после смерти для научного изучения. В настоящее время череп Шпурцгейма хранится в Гарвардской медицинской школе.

### Деятельность последователей Галля
Френология прошла две пересекающиеся стадии своего развития: научную стадию, в ходе которой психиатры и врачи пытались развивать френологию как науку, основанную на измерениях и наблюдениях (1800—1830), и стадию популяризации, в ходе которой френология стала  средством зарабатывания денег авантюристами и мошенниками (1820—1850).
На научной стадии некоторые врачи пытались применить идеи Галля в клинической медицине. В их число вошли трое выдающихся американских врачей – Джон Уоррен, Джон Белл и Чарльз Колдуэлл. Они побывали на лекциях Галля в Париже и после возвращения в Соединённые Штаты в 1822 году начали распространять учение Галля. Уоррен начал заниматься исследованиями френологии в Бостоне, а Белл и Колдуэлл в 1822 году основали в Филадельфии Центральное френологическое общество. В 1824 году Колдуэлл издал первый в Америке учебник по френологии, а в 1827 году выпустил второе, расширенное, издание этого учебника. Однако академический интерес к френологии в США оказался недолгим, и к 1828 году, когда скончался Галль, Центральное френологическое общество было ликвидировано.
После смерти Галля Шпурцгейм приехал в США, чтобы возродить интерес к френологии. Он с большим успехом выступил на Восточном побережье с лекциями как для врачей, так и для широкой публики, но в 1832 году внезапно скончался от тифа, не успев выполнить поставленную перед собой задачу. На похоронах Шпурцгейма присутствовало несколько тысяч человек, что свидетельствует о росте популярности френологии в США благодаря его активности.
Третьим по влиянию френологом после Галля и Шпурцгейма считается эдинбургский юрист Джордж Комб . Он и его младший брат Эндрю Комб стали френологами после встречи со Шпургцгеймом, приехавшим в 1816 году в Эдинбург. В 1820 году Джордж Комб основал Эдинбургское френологическое общество, а затем издал несколько книг по френологии. Его книга «Constitution of Man» («Строение человека»), впервые изданная в 1827 году, в период с 1835 по 1838 год была распродана в количестве свыше 50 тысяч экземпляров, а в последующие годы – в количестве более 100 тысяч экземпляров. В то время популярнее этой книги в англоязычных странах были только Библия и Путешествие Пилигрима в Небесную Страну.
Совместными усилиями Галля, Шпурцгейма и их последователей френология приобрела огромную популярность, которая сохранялась до начала XX века. В Великобритании было создано 29 френологических обществ и издавалось несколько френологических журналов. По Соединённым Штатам бродили многочисленные странствующие френологи. Френология завоевала доверие у многих интеллектуалов и известных людей, включая Георга Гегеля, Карла Маркса, Оноре де Бальзака, Уолта Уитмена и др.
На стадии популяризации френологии значительную роль сыграли братья Орсон Сквайр Фаулер и Лоренцо Найлс Фаулер. В 1840-х годах они начали читать лекции по френологии в Нью-Йорке, затем с успехом продолжили чтение лекций в Великобритании, после чего занялись созданием различных френологических обществ, организаций и издательских предприятий. Возглавляемое ими френологическое движение носило не столько научный, сколько коммерческий характер. Основанное Лоренцо Найлсом Фаулером в 1887 году Британское френологическое общество было добровольно распущено только в 1967 году.

## Методы исследования и опровержения

### Методы исследования
Галль пытался установить связь между функциями головного мозга и его областями, изучая черепа людей, которые резко выделялись своими умственными способностями. С этой целью он использовал как черепа выдающихся писателей, поэтов, политиков, так и черепа сумасшедших и преступников. Когда он находил людей или животных, выделявшихся среди прочих какой-то способностью, он пытался найти на их черепах соответствующую этой способности выпуклость. Чтобы облегчить решение данной задачи, Галль коллекционировал черепа и слепки черепов. В итоге он собрал 300 черепов людей, чьи психические особенности были установлены при жизни, а также более 120 слепков черепов живых современников.
Методы, которые Галль использовал для создания своей теории, могут быть проиллюстрированы следующим примером.
Одно из выделенных им качеств — деструктивность — он связал с участком черепа, расположенным над ухом, по трём причинам:
- это самая обширная часть черепа у хищников;
- выпуклость в этом месте была обнаружена им у студента, который настолько любил мучить животных, что стал хирургом;
- этот участок был развит у аптекаря, который впоследствии стал палачом[13].

Френологи пытались применить к социальным явлениям известные в первой половине XIX века методы естественных наук. Они собирали данные, формулировали гипотезы и пытались объективно оценивать социальные феномены, используя эмпирические наблюдения, индукцию и дедукцию. Некоторые френологи утверждали, что они используют экспериментальный метод, однако проводимые ими эксперименты не соответствовали научным нормам. На научной стадии развития (1800—1830 гг.) френология пересекалась с другими научными дисциплинами, включая анатомию, антропологию, физиологию, психиатрию и психологию.

### Методы опровержения
С момента своего возникновения френология подверглась обширной научной критике. Галль не использовал случайную статистическую выборку обследуемых, а публиковал только те результаты обследований, которые подтверждали его теорию. Кроме того, в тех случаях, когда у обследуемого с определённым бугром на черепе не оказывалось развитым то качество, которое соответствовало ему по френологической схеме, Галль объяснял это компенсирующим действием других областей мозга. Таким образом, Галль имел возможность доказать всё, что угодно, поэтому большинство учёных считало френологию несостоятельным учением. В академической среде она окончательно утратила поддержку в середине XIX столетия в результате систематического опровержения французским физиологом Пьером Флурансом созданной Галлем фантастической картины работы головного мозга.
Даже во время пика популярности френологии против неё выдвигалось множество возражений. Американский врач Джон Харрисон в 1825 году описал результаты проведённых им измерений человеческих черепов, показав, что размеры мозга невозможно определить только путём определения объёма внутричерепного пространства. Кроме того, он доказывал, что описанные Галлем области мозга не могут быть чётко разграничены, а потому связать их размеры с функциями мозга невозможно. Аналогичные аргументы были выдвинуты в США в 1839 году Томасом Сьюаллом и другими.
Во Франции реакция против френологии была ещё сильнее, поскольку Галль был в ней иностранцем и воспринимался французским научным сообществом как угроза. Особую роль в опровержении френологии сыграл Пьер Флуранс, который был уважаемым французским учёным и являлся членом французской Академии наук. В своих книгах Флуранс пытался изобразить Галля как сумасшедшего, который одержим бессмысленным коллекционированием черепов и которого следует опасаться. Он также подвергал насмешкам Шпурцгейма.
Флуранс верил в лабораторные исследования и проводил многочисленные эксперименты над разными животными, стимулируя и удаляя определённые участки их мозга, а затем наблюдая за их поведением. На основе этих экспериментов он доказывал, что мышление и память, вопреки утверждениям френологов, не локализуются в определённых участках мозга, а распределены по всей коре. Из-за своего предвзятого отношения к френологии он не смог по достоинству оценить то рациональное зерно, которое содержала в себе френология. Позднее нейрофизиологи доказали, что многие низшие и некоторые высшие психические процессы имеют совершенно чёткую локализацию в определённых участках головного мозга. К 1870-м годам выдвинутая Галлем идея локализации функций головного мозга стала общепринятой, хотя эта локализация и не основывается на особенностях строения черепа. Мнение Флуранса в конце XIX века в научной среде стало считаться ошибочным. Однако нейрофизиологические исследования, проведённые в XX веке, показали, что верна как теория Галля, так и теория Флуранса: хотя многие функции мозга локализованы в его специфических отделах, тем не менее память, интеллект, способность рассуждать, способность принимать решения и прочие высшие психические функции распределены во фронтальных долях головного мозга.

## Историческое значение
Френология не смогла превратиться в академическую психологическую науку, а стала одним из самых известных примеров лженауки наряду с физиогномикой, месмеризмом и спиритизмом. Анализ личности, предлагавшийся френологами, имел большое сходство с астрологическими гороскопами. Однако, несмотря на свою научную несостоятельность, френология способствовала научным исследованиям морфологии и физиологии нервной системы и стимулировала развитие антропометрии и антропологии.

### Роль френологии в научных исследованиях преступного поведения
Френология стала основой для создания первой всесторонне проработанной биосоциальной теории преступления. Поскольку френология сочетала в себе биологический и социальный подход, её считают предшественницей социобиологии, эволюционной психологии, современной генетики, а также биосоциального направления в криминологии.
Френология оказала огромное воздействие на пенологию. Френологи выступали за отмену смертной казни и в середине XIX века разработали обширную программу реабилитации преступников, которая применялась в криминальной юстиции на протяжении последующих 150 лет. Реформы законодательной системы в европейских и североамериканских странах, направленные на сокращение применения смертной казни, проводились под влиянием френологов .
Николь Рафтер выделила ряд достижений френологии, которые способствовали развитию криминологии, криминальной юриспруденции и пенологии.
В криминологии:
- Френология способствовала распространению идеи о том, что преступное поведение может и должно изучаться с использованием научных методов.
- Френологи создали первую систематическую и всеобъемлющую теорию преступного поведения.
- Френологи выдвинули идею о том, что разные люди обладают разными склонностями к совершению преступлений.
- Френологи предложили использовать медицинскую модель, согласно которой преступники являются не плохими, а больными людьми.
- Френология создала основу для построения криминологических теорий, согласно которым преступное поведение обусловлено дефектами головного мозга. В настоящее время учёные используют эту идею в сочетании с достижениями генетики.

В криминальной юриспруденции:
- Френология способствовала реформированию юриспруденции, заменив использовавшиеся до начала XIX века принципы устрашения и наказания принципом защиты общества путём принятия комплекса проактивных мер.
- Френология поставила вопросы об уголовной ответственности, которые способствовали появлению новых подходов к обращению с психически нездоровыми преступниками.
- Френологи способствовали отказу от крайних мер наказания преступников.

В пенологии:
- Френологи разработали систематическую программу реабилитации преступников, которая использовалась до 1970-х годов.
- Френологи предложили изучать преступников в момент их заключения в тюрьму и затем разделять их на группы в соответствии с характером и уровнем интеллекта. Френологи также выдвинули идею классификации исправительных учреждений и создания отдельных тюрем для закоренелых преступников.
- Френологи способствовали признанию пенологии как науки, которая позволяет осуществлять профессиональное управление исправительными учреждениями и использовать медицинские методы при работе с заключёнными.

### Роль френологии в научных исследованиях сознания
Френология содержала в себе идеи, весьма ценные для науки о сознании:
- Она представляла собой первую попытку научного подхода к изучению сознания, основанную на биологии;
- Она отвергала господствовавшую на протяжении двух веков картезианскую дуалистическую теорию сознания и основывалась на монистическом философском подходе;
- Она стала первой теорией, предложившей идею деления сознания на несколько специализированных подсистем, отвечающих за разные функции (аналогичный подход используется в современной когнитивной психологии);
- Она основывалась на предположении, что каждая подсистема сознания связана с отдельной зоной мозга (использование данного подхода служит основой современной когнитивной нейропсихологии и когнитивной нейробиологии).

Большинство основателей Американской психиатрической ассоциации были френологами. Хотя это не означает, что френология превратилась в психиатрию, она оказала воздействие на взгляды крупнейших американских психиатров XIX века, которые под её влиянием предположили, что психические отклонения всегда имеют физиологические корреляты, а потому поддаются лечению. Для XIX века это было революционной идеей.
Таким образом, френология сыграла важнейшую роль в развитии науки. Она помогла установлению связей между психологией и неврологией при изучении различных функций головного мозга и во многих отношениях по праву считается прародительницей современных научных исследований сознания.

## Отражение в культуре
Френология в скором времени после своего создания стала чрезвычайно популярной, в том числе и в России, причём не только среди медиков, но и среди представителей творческой интеллигенции. Этот факт нашёл отражение во многих произведениях русской литературы XIX века. Так, в романе И. С. Тургенева «Отцы и дети» упоминается о небольшой разбитой на нумерованные четырехугольники человеческой головке из гипса в кабинете отца Базарова, который был уездным лекарем. М. Ю. Лермонтов упоминает френологию в романе «Герой нашего времени».
А. С. Пушкин также несколько раз упоминает идеи Галля в своих произведениях. Самое раннее упоминание содержится в письме к Анне Керн от 1825 года, в котором он в полушутливой форме предложил ей бросить своего мужа и приехать к нему в Михайловское. Для того чтобы убедить Анну Керн в необходимости такого поступка, Пушкин в поэтичной форме сослался на наличие у неё «сильно развитого органа полёта». Этот орган Галль описал в своей книге под номером XIII как две выпуклости, расположенные от корня носа до середины лба, Галль полагал, что сильное развитие этой области свойственно людям, которые хорошо ощущают местность и любят путешествовать, а также животным, в первую очередь птицам. В черновом варианте поэмы «Граф Нулин» герой ночью оказывается в состоянии безошибочно найти дорогу на ощупь благодаря тому, что «местной памяти орган имел по Галлевой примете».
Друг Пушкина И. И. Пущин, вспоминая о лицее, описывает лицейского дядьку Сазонова как «необыкновенное явление физиологическое; Галль нашёл бы, несомненно, подтверждение своей системы в его черепе» .
Френология была высмеяна Козьмой Прутковым в оперетте «Черепослов, сиречь Френолог».
Герой детективных произведений Артура Конан Дойла Шерлок Холмс был сторонником френологии. Он, в частности, разделял убеждение френологов в том, что чем больше объём черепа человека, тем больше размер его мозга и тем выше его умственные способности. Это положение френологии было опровергнуто после того, как в результате исследования мозга известных интеллектуалов (например, Альберта Эйнштейна) было установлено, что их мозг не отличался большими размерами.
Френологией увлекался циничный и жестокий рабовладелец Кэлвин Кэнди, герой художественного фильма «Джанго освобождённый» в исполнении Леонардо Ди Каприо. Позднее Ди Каприо утверждал, что это он сам уговорил режиссёра использовать в фильме материал о френологии, которой увлекались многие рабовладельцы юга США, ставившие опыты и проводившие эксперименты на рабах, френология использовалась, чтобы оправдывать рабство.